# Severn Cullis-Suzuki

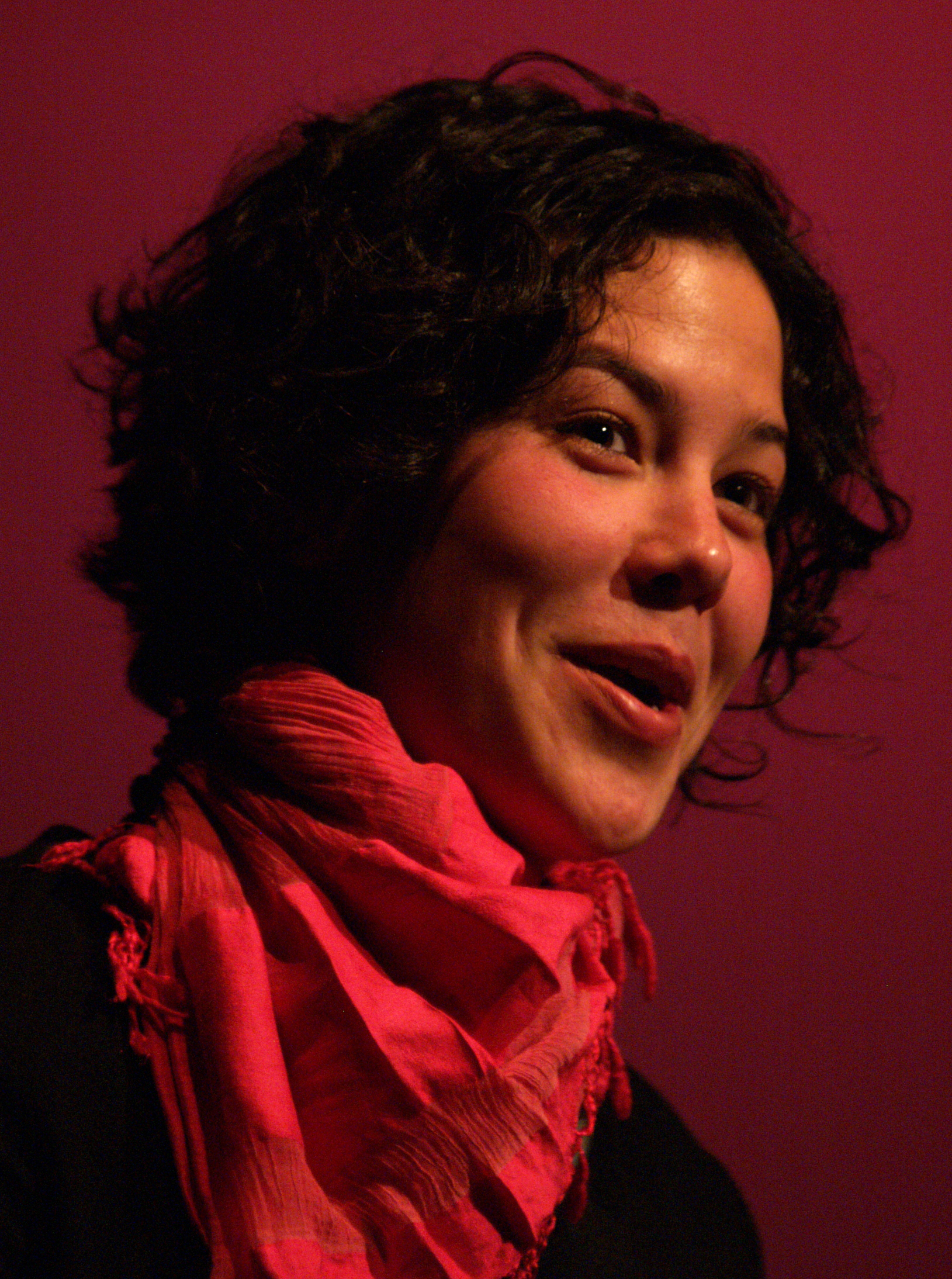
Severn Cullis-Suzuki als Gastrednerin der Revolutionary Speakers Series am Myer Horowitz Theatre der University of Alberta, 2006

Severn Cullis-Suzuki (Haida Killthgula Gaayaa ‚Gute Rednerin‘), (* 30. November 1979 in Vancouver, British Columbia) ist eine kanadische Umweltaktivistin, Kulturbotschafterin, Referentin, Fernsehmoderatorin und Autorin. Außerdem ist sie Aufsichtsratsmitglied der Haida Gwaii Higher Education Society und der David Suzuki Foundation sowie Initiatorin zahlreicher zivilgesellschaftlicher Projekte.
Bekannt wurde sie mit zwölf Jahren als „das Mädchen, das die Welt zum Schweigen brachte“ mit einer sechsminütigen Rede zur ersten Konferenz der Vereinten Nationen über Umwelt und Entwicklung 1992 in Rio de Janeiro. In ihren Vorträgen, Büchern und Kampagnen thematisiert sie die Endlichkeit der Ressourcen auf der Erde und die ungehemmte Ausbeutung des Planeten zu Lasten jetziger und zukünftiger Generationen. Sie betont die Bedeutung kultureller Werte und Erfahrungen für die Erarbeitung konkreter Lösungen. Sie fordert den Dialog über gesellschaftliche Grundwerte und politische Gestaltung einer nachhaltigen Entwicklung.

## Leben
Severn Cullis-Suzuki wurde 1979 in Vancouver (British Columbia) geboren. Ihre Mutter ist Tara Elizabeth Cullis – Schriftstellerin und Co-Stiftungsgründerin der David Suzuki Foundation. Ihr Vater ist David Takayoshi Suzuki – Genetiker, Umweltaktivist, Co-Stiftungsgründer der David Suzuki Foundation und Filmemacher.
Im Alter von 9 Jahren gründete Cullis-Suzuki an der Lord-Tennyson-Grundschule in ihrer Geburtsstadt Vancouver den Umwelt-Club Environmental Children’s Organization (ECO). Die Mitglieder beschäftigten sich gemeinsam mit Ursachen und Lösungen für verschiedene Umweltprobleme.
1992 sammelten die zwölfjährige Severn und die Mitglieder des Umwelt-Clubs ECO Spenden, um an der ersten Konferenz der Vereinten Nationen über Umwelt und Entwicklung in Rio de Janeiro teilzunehmen. Zusammen mit Michelle Quigg, Vanessa Suttie und Morgan Geisler reiste Cullis-Suzuki schließlich zur Konferenz nach Rio de Janeiro und hielt vor den Delegierten der Vereinten Nationen eine eindringliche Rede über die Grenzen des Wachstums und der Ressourcenausbeutung des Planeten Erde aus der Sicht heutiger und zukünftiger Generationen. Mit dieser sechsminütigen Rede wurde sie bekannt als „das Mädchen, das die Welt zum Schweigen brachte“.
1993 wurde Cullis-Suzukis erstes Buch mit dem Originaltitel Tell the World veröffentlicht, ein 32-seitiger Umweltratgeber für Familien.
2001 machte Cullis-Suzuki ihren Abschluss, Bachelor of Science, in Biologie an der Yale University.
2002 moderierte sie die Kinderfernsehserie Suzuki’s Nature Quest. Außerdem gründete sie die Internetplattform The Skyfish Project. Als Mitglied des Kofi Annan’s Special Advisory Panel realisierte sie zusammen mit anderen Mitgliedern der Internetplattform The Skyfish Project auf dem Weltgipfel für nachhaltige Entwicklung 2002 in Johannesburg ihr erstes gemeinsames Projekt – Recognition of Responsibility.
The Skyfish Project löste sich 2004 auf, als Cullis-Suzuki ihr Masterstudium der Ethnoökologie an der University of Victoria aufnahm. Seit 2004 berät Cullis-Suzuki die Earth Charta Commission und ist Botschafterin für die Weiterentwicklung der Earth Charter, einer Erd-Charta für nachhaltige Entwicklung.
Seit 2010 moderiert Cullis-Suzuki die TV-Serie Samaqan – Water Stories.
Im Rahmen der kanadischen Initiative The Earth Summit Dialogues ist Cullis-Suzuki eine von mehreren We CANada Champions und reist 2012 als Botschafterin für nachhaltige Entwicklung abermals nach Rio de Janeiro zur Konferenz der Vereinten Nationen über nachhaltige Entwicklung. Dort stellte sie fest, dass sich seit ihrer letzten Rede die Situation nur verschlimmert hat.
Severn Cullis-Suzuki ist Protagonistin im Dokumentarfilm Severn, the Voice of Our Children von Jean-Paul Jaud, uraufgeführt am 10. November 2010 in Paris, Frankreich.
Cullis-Suzuki ist verheiratet und hat zwei Söhne. Mit ihrer Familie lebt sie auf dem ostpazifischen Inselarchipel Haida Gwaii, British Columbia, wo sie sich insbesondere für das Kulturerbe der Haida aktiv einsetzt.

## Auszeichnungen
1993 wurde Cullis-Suzuki mit dem Global 500 Award des Umweltprogramms der Vereinten Nationen ausgezeichnet.

## Schriften
- Severn Cullis-Suzuki: Tell the World. Doubleday Canada, Toronto 1993, ISBN 0-385-25422-9.
- Severn Cullis-Suzuki: The Day You Will Change the World. Gakuyo Shobo, Tokyo 2003.
- Severn Cullis-Suzuki u. a. (Hrsg.): Notes from Canada’s Young Activists. Greystone Books, Vancouver 2007, ISBN 1-55365-237-1.